# USS Abraham Lincoln (CVN-72)
USS Abraham Lincoln (CVN-72) je letadlová loď Námořnictva Spojených států třídy Nimitz, která působí v aktivní službě od roku 1989. Jedná se o pátou postavenou jednotku této třídy. Tato loď je druhým plavidlem amerického námořnictva, které nese jméno 16. prezidenta USA Abrahama Lincolna. Jejím domácím přístavem je od roku 2011 základna Naval Station Norfolk v Norfolku ve Virginii, předtím to byla Naval Station Everett v Everettu ve státě Washington.

## Historie

### Stavba
Smlouvu na stavbu lodi získala společnost Newport News Shipbuilding na konci prosince 1982. Stavba byla v loděnici ve městě Newport News zahájena 3. listopadu 1984, spuštěna na vodu byla 13. února 1988 a do služby zařazena 11. listopadu 1989. Náklady na její stavbu dosáhly částky 4,7 miliardy dolarů (v hodnotě z roku 2010).

### 20. století
Loď se v září 1990 přesunula do Pacifiku, během transferu absolvovala manévry Gringo-Gaucho s argentinským námořním letectvem. Její první nasazení přišlo nečekaně v květnu 1991, kdy musela reagovat na operaci Desert Shield.
Při plavbě do Indického oceánu byla loď odkloněna, aby podpořila evakuační operace po erupci Mount Pinatubo na filipínském ostrově Luzon. Při podpoře této operace, zvané Fiery Vigil, vedla skupinu třiadvaceti lodí, které přepravily přes 45 tisíc lidí ze základny Subic Bay do města Cebu. Jednalo se o největší evakuaci aktivních vojáků a jejich rodin v historii.
Po operaci loď pokračovala v plavbě do Perského zálivu, kde se účastnila průzkumu a letecké hlídky nad Irákem a Kuvajtem, kde pomáhala spojeneckým a americkým jednotkám v operaci Pouštní bouře.
Na začátku roku 1992 byla loď v alamedské letecké námořní stanici v Kalifornii, kde prošla menší údržbou a opravou.
Od června 1993 byla loď vlajkovou lodí skupiny 3, zvané Commander. V říjnu 1993 se vypravila na pobřeží Somálska, kde pomáhala humanitárním operacím OSN. Po dobu čtyř týdnů poskytovala letecké hlídky nad městem Mogadišu při operaci Restore Hope.
Byla první lodí, která po změně zákona o vyloučení z boje v dubnu 1993 přijala pilotky do svých letounů. V říjnu 1994 loď opustila San Diego k výcviku záloh a hned den poté, poručík Kara Spears, první pilotka letounu F-14 Tomcat, zahynula, když její letadlo spadlo do moře při konečném přibližovacím manévru kvůli kombinaci závady motoru a její vlastní chyby.
Třetí nasazení lodi přišlo v dubnu 1995, kdy byla poslána opět do Perského zálivu, kde pomáhala v operacích Southern Watch a Vigilant Sentinel. Při doplňování paliva se srazila s lodí USS Sacramento, která měla potíže se zatáčením kvůli porouchanému kormidlu. Zatímco Lincoln byl schopen pokračovat v misi, Sacramento čekalo několik týdnů oprav v Jebel Ali v Emirátech.
Později ve stejný rok byl na internetu zveřejněn předpokládaný přepis známé komunikace mezi lodí a kanadským majákem. Námořnictvo vyvrátilo, že k incidentu došlo, přepis ale dále koluje po internetu.

#### Operace Infinite Reach
Počtvrté byla loď nasazena v červnu 1998, kdy opět směřovala do Perského zálivu k operaci Southern Watch. Při této misi její skupina vystřelila střely Tomahawk proti dvěma budovám. První byla súdánská farmaceutická společnost podezřelá z pomoci bin Ládinovi ve výrobě chemických zbraní. Druhým místem byly bin Ládinovy teroristické výcvikové tábory v Afghánistánu. Tyto útoky byly nařízeny americkým prezidentem Billem Clintonem třináct dní po bombových útocích na americké ambasády v Tanzanii a Keni a byly nazvány operace Infinite Reach. Loď za svou účast získala Expediční medaili ozbrojených jednotek a její skupina dostala vyznamenání za zásluhy v boji.

### 21. století

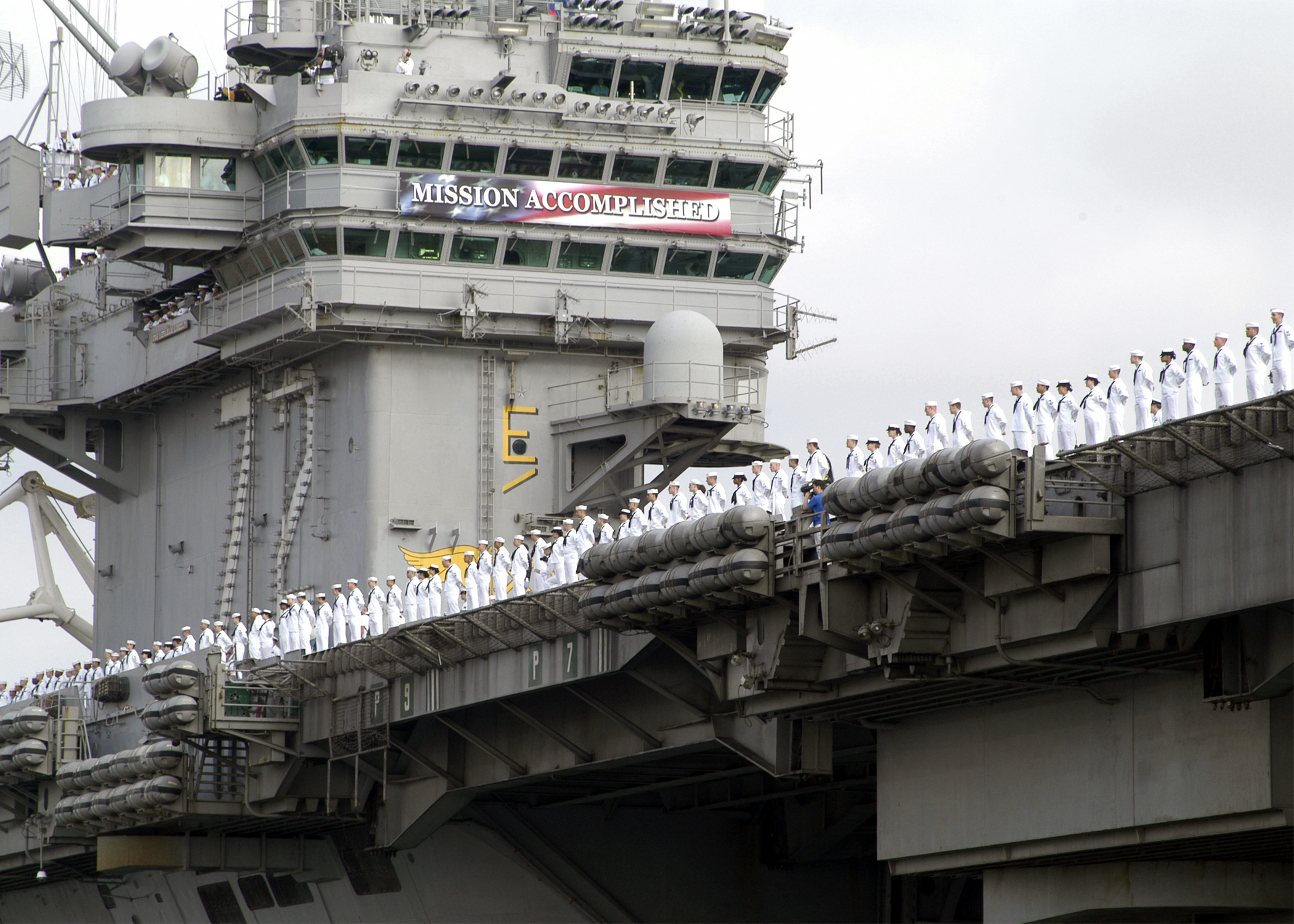
Loď při návratu z mise Iraqi Freedom

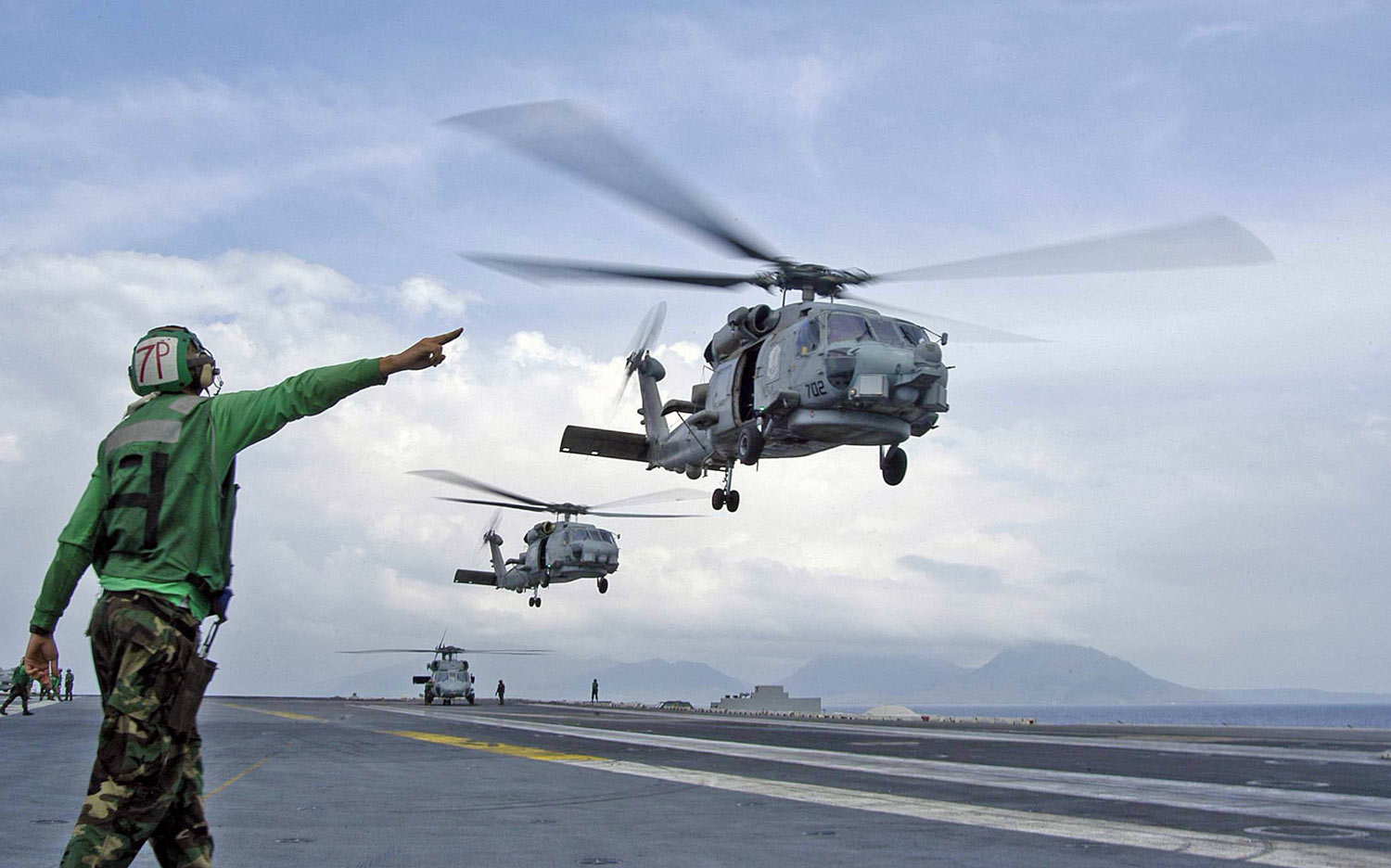
Vrtulníky opouští loď při záchranných akcí po tsunami na Sumatře

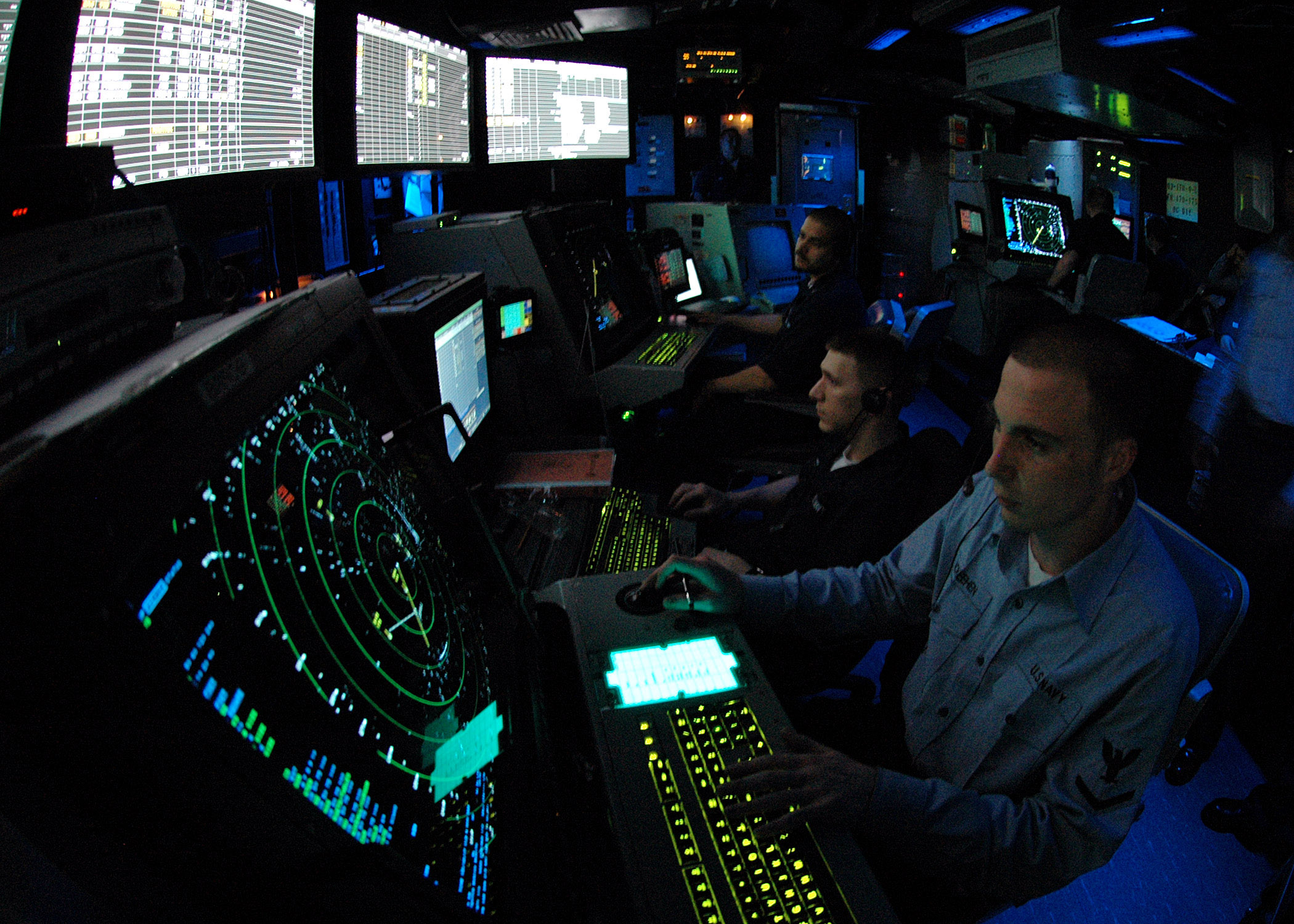
Interiér řídící kabiny

Páté nasazení lodi přišlo v srpnu 2000, kdy ještě jednou plula do Perského zálivu, opět k operaci Southern Watch. Za toto nasazení dostala její skupina nejen další vyznamenání za zásluhy v boji, ale také ocenění Arleigha Burka za nejvíce zlepšené velení ze všech skupin v Pacifické flotile.
Zpět do domovského přístavu se loď dostala 11. září 2001, v červenci 2002 se však dostala zpět na otevřené moře, když plula podpořit operaci Enduring Freedom. Přitom se ještě jednou zúčastnila operace Southern Watch, než plula navštívit přístav v australském Perthu. Tam byla nasazena do operace Iraqi Freedom, která ji prodloužila pobyt v Indickém oceánu z lednu 2003 do května stejného roku.
Loď se svou skupinou a se svým letectvem byla u prvních salv a leteckých útoků operace Iraqi Freedom. Při tomto nasazení provedla hned okolo 16 500 leteckých výpadů a použila přes 1,5 milionu liber střeliva a výbušnin. Část její skupiny, námořní letka č. 35, zvaná také „Modří vlci“, doručila útočným letounům přes milion liber paliva, což je jedno z největších čísel v historii námořnického letectva. V květnu 2003 se loď vrátila do svého domovského přístavu, ale ještě předtím ji navštívil sám prezident George W. Bush. Stalo se tak v San Diegu, ještě před oficiálním ukončením nasazení lodi. Bush v proslovu na lodi uvedl, že hlavní bojové operace v Iráku už jsou u konce. Přestože se opravdu jednalo o konec hlavní části války, Bushovo tvrzení se stalo brzy kontroverzním, jelikož guerillové konflikty v Iráku pouze přibyly. Drtivá většina úmrtí, jak civilních, tak vojenských, se stala až po Bushově proslovu. Proslov také proslul transparentem na lodi, hlásajícím „Mission Accomplished“, tedy mise splněna. Podle mluvčího námořnictva, komandéra Conrada Chuna, byl transparent nápad lodi samotné, která na něj přišla při jednom z jednání před plavbou domů. Transparent zdůrazňuje úspěšné nasazení lodi. Chun také uvedl, že loď byla nasazena po dobu 290 dní, což je historicky nejvíce ze všech jaderně poháněných letadlových lodí.
V říjnu 2004 dostala skupina lodi nové označení a vypravila se na další plavbu. Směřovala do Hongkongu a poté, co na konci prosince téhož roku Indický oceán zasáhlo zemětřesení o síle 9 Richterovy stupnice a následné tsunami, vypravila se na západní pobřeží Sumatry, kde pomáhala mezinárodním snahám o pomoc, hledáním osob a jejich evakuací. Toto nasazení bylo nazváno jako operace Unified Assistance.
V polovině ledna 2005 loď opustila indonéské vody poté, co tamní vláda nepovolila jejím pilotům letecké hlídky a tréninkové lety. Podle zákona musí piloti na amerických lodích trénovat alespoň jednou za dva nebo tři týdny, jinak se nesmí zúčastnit akcí. Přes plavbu do mezinárodních vod loď pokračovala v misi až do počátku února téhož roku. Ve třiatřiceti dnech se skupině podařilo doručit do postižené oblasti 5,7 milionu liber zásob. 17 helikoptér z lodi se zúčastnilo téměř dvou tisíc misí na západním pobřeží ostrova. Loď nakonec opustila misi při příjezdu nemocniční lodi USNS Mercy.
V prosinci 2006 opustila loď suchý dok dříve než se očekávalo a také s nižšími útratami. Námořní loděnice a opravna Puget Sound dokončila údržbu za méně než poloviční dobu. Posádka si ji sama natírala o nocích a víkendech, aby nemusela čekat na společnost, která má s námořnictvem smlouvu.
V lednu 2010 bylo dokončeno vylepšení a oprava lodi za 250 milionů dolarů v námořní loděnici Puget Sound. V únoru 2011 loď získala ocenění za efektivitu v boji, které si vysloužila vysokými standardy a připraveností.
V prosinci 2010 námořnictvo oznámilo, že Everett bude novým domovským přístavem lodi USS Nimitz, která nahradí USS Abraham Lincoln při komplexní renovaci ve společnosti Newport News Shipbuilding ve Virginii, která začne v roce 2013.
V březnu 2011 námořnictvo oznámilo, že společnosti Newport News Shipbuilding nabídlo opci na 207 milionů dolarů pod podmínkami předešlé smlouvy na komplexní renovaci lodi. Kontrakt zahrnoval design, dokumentaci, strojnické služby, zprostředkování materiálů, inspekce, zpracování renovace, což podpořilo více než tisíc zaměstnanců společnosti. Renovace začne roku 2013 a bude trvat tři nebo čtyři roky, její cena je odhadována na 3 miliardy dolarů.
Kromě doplnění paliva dvou nukleárních reaktorů lodi bude renovace zahrnovat také instalaci nového brzdného systému od společnosti General Atomics, který nahradí dosavadní hydraulické brzdy založené na elektromotorovém systému. Nový systém nabízí vyšší provozní flexibilitu, spolehlivost a bezpečnost, zatímco výdaje na jeho ovládání a údržbu jsou nižší. Nový systém také bude standardním vybavením letadlových lodí třídy Gerald R. Ford. Loď je první ze třídy Nimitz, která tento systém dostane. Ostatní sesterské lodi jej obdrží v následujících letech.
V prosinci 2011 se loď vydala svou cestu na východní pobřeží Spojených států a v srpnu 2012 připlula do loděnice Huntington Ingalls Industries v Newport News, aby podstoupila třicetiměsíční proces výměny paliva spojený s modernizací, který plavidlo připraví na dalších 25 let operační služby. Loď například dostala nový velitelský ostrov, upraveny byly elektronické systémy, katapulty, přičemž bude schopna provozovat nové bojové letouny F-35 Lightning II.
V létě 2020 převzala velení plavidla kapitánka Amy Bauernschmidt. Stala se první ženou velící americké letadlové lodi.